# Tisău
Tisău – wieś w Rumunii, w okręgu Buzău, w gminie Tisău. W 2011 roku liczyła 702 mieszkańców.